# Karanovo (distrikt i Bulgarien, Burgas)
Karanovo (bulgariska: Караново) är ett distrikt i Bulgarien.   Det ligger i kommunen Obsjtina Ajtos och regionen Burgas, i den östra delen av landet, 300 km öster om huvudstaden Sofia.
Trakten runt Karanovo består till största delen av jordbruksmark. Runt Karanovo är det ganska tätbefolkat, med 166 invånare per kvadratkilometer.